# Gabriele Fritsch-Vivié
Gabriele Fritsch-Vivié (geb. März 1938) ist eine deutsche Theaterwissenschaftlerin, Dramaturgin und Publizistin. Die Mitarbeiterin der Arbeitsgemeinschaft „Frauen im Exil“ legt ihren Schwerpunkt auf Biografien von politisch Verfolgten in der ersten Hälfte des 20. Jahrhunderts.

## Leben
Gabriele Fritsch-Vivié studierte Theaterwissenschaft, Musik, Philosophie und Psychologie in Berlin und Wien und promovierte über Ödön von Horváth. Nach dem Studium lernte sie 1968 Nelly Sachs in Stockholm kennen. Daraus erwuchs eine Beschäftigung mit der ins Exil gegangenen Schriftstellerin, die im Laufe der Zeit zu einer Biografie, zu Aufsätzen und einem Radio-Feature führte.
In Deutschland erwarb Fritsch-Vivié bei Oskar Werner praktische Theaterkenntnisse, dann wirkte sie als Regieassistentin und Dramaturgin an verschiedenen Theatern.
Sie lebt als freischaffende Publizistin in Berlin und schreibt Biografien, Kurzporträts, Essays und Rezensionen. Außerdem verfasst sie Gedichte, Libretti und Mitspieltheatertexte.
Zum Thema Gentechnologie entwickelte sie ein Theaterstück, das im Februar 2003 Premiere hatte.
Sie ist Mitarbeiterin in der Arbeitsgemeinschaft „Frauen im Exil“ in der Gesellschaft für Exilforschung.
Sie ist Mitglied des Zonta International Clubs Berlin 1989.

## Werke (Auswahl)
Monografien
- Nelly Sachs. Mit Selbstzeugnissen und Bilddokumenten (= Rowohlts Monographien; 496). Rowohlt, Reinbek bei Hamburg 1993, ISBN 3-499-50496-0.
- Mary Wigman (= Rowohlts Monographien; 50597). Rowohlt, Reinbek bei Hamburg 1999, ISBN 3-499-50597-5.
- Gegen alle Widerstände. Der Jüdische Kulturbund 1933–1941. Fakten, Daten, Analysen, biographische Notizen und Erinnerungen. Mit einem Vorwort von Jakob Hessing. Hentrich & Hentrich, Berlin 2013, ISBN 978-3-95565-005-6.
- Kurt Singer. Arzt, Musiker und Gründer des Jüdischen Kulturbundes (= Jüdische Miniaturen; Band 218). Hentrich & Hentrich, Berlin 2018, ISBN 978-3-95565-256-2.

Artikel
- Eine biographisch-literarische Annäherung an Leben und Werk der Nelly Sachs. In: 〈3750〉 S.. In: Daniel Pedersen (Hrsg.): Nelly Sachs. 3. neugefasste Auflage. Edition Text + Kritik, München 2017, ISBN 978-3-86916-619-3, S. 5–11 (Erstausgabe:  1969).
- Biographische Aspekte in den szenischen Dichtungen der Nelly Sachs. In: Michael Kessler, Jürgen Wertheimer (Hrsg.): Nelly Sachs. Neue Interpretationen. Mit Briefen und Erläuterungen der Autorin zu ihren Gedichten im Anhang. Stauffenburg, Tübingen 1994, ISBN 978-3-86057-130-9, S. 271–283.
- Die Suchende. Gedanken zu Leben und Werk von Nelly Sachs (1891-1970). In: Norbert Oellers (Hrsg.): „Manche Worte strahlen.“ Deutsch-jüdische Dichterinnen des 20. Jahrhunderts. Altius-Verlag, Erkelenz 1999, ISBN 978-3-932483-07-3, S. 25–42.
- Tanz wird nur durch Tanz vermittelt: Mary Wigman. In: Amelie Soyka (Hrsg.): Tanzen und tanzen und nichts als tanzen. Tänzerinnen der Moderne von Josephine Baker bis Mary Wigman. Aviva, Berlin 2004, ISBN 3-932338-22-7, S. 62–76.
- Tanz – vom individuell freien Ausdruck zur offiziell geregelten Darstellung. Tanz im NS-Staat mit kurzem Ausblick auf das Exil. In: Germaine Goetzinger, Inge Hansen-Schaberg (Hrsg.): „Bretterwelten“. Frauen auf, vor und hinter der Bühne (= Frauen und Exil; Band 1). Edition Text + Kritik, München 2008, ISBN 978-3-88377-956-0, S. 197–213.
- "In deinem Mund dürstet eine Wüste". Versuch über die dialogische Funktion der poetischen Sprache im Werk der Nelly Sachs. In: Ariane Huml (Hrsg.): "Lichtersprache aus den Rissen". Nelly Sachs - Werk und Wirkung. Wallstein, Göttingen 2008, ISBN 978-3-8353-0339-3, S. 77–89.
- Der Bund – Soziales, Solidarität, Verbundenheit. Der Jüdische Kulturbund 1933–1941 in seiner Entwicklung, Aufgabenstellung und Wirkung. In: Adriane Feustel, Inge Hansen-Schaberg, Gabriele Knapp (Hrsg.): Die Vertreibung des Sozialen (= Frauen und Exil; Band 2). Edition Text + Kritik, München 2009, ISBN 978-3-86916-031-3, S. 178–199.

Radio-Feature
- Nelly Sachs – Die Suchende – Feature zum 125-jährigen Geburtstag., Autorin: Gabriele Fritsch-Vivié, Regie: Walter Baumgartner, Mitteldeutscher Rundfunk MDR, 2016[7][8][9]

## Auszeichnungen
- Würzburger Literaturpreis der Arbeitsgemeinschaft Würzburger Literaturtage